# Léon Frédéric
Léon Frédéric (Ixelles, 26 agosto 1856 – Schaerbeek, 25 gennaio 1940) è stato un pittore belga d'impostazione simbolista.

## Biografia
Léon-Henri-Marie Frédéric nacque a Ixelles, sobborgo di Bruxelles in una famiglia agiata; suo padre era un gioielliere. Manifestò precocemente l'inclinazione verso il disegno e la pittura, sicché, all'età di quindici anni, nel 1871, fu accolto come apprendista nello studio del pittore-decoratore Charles-Albert e inoltre seguì parallelamente i corsi serali dell'Accademia di Bruxelles. Tre anni dopo cominciò a lavorare nell'atelier privato di Jean-François Portaels.
Nel 1875 si aggregò ad altri giovani pittori per affittare un locale e trasformarlo in atelier dove studiare i modelli viventi. Dal 1876 al 1878, si impegnò a concorrere per il Prix de Rome, ma non lo vinse. Suo padre allora gli diede quanto era necessario per recarsi comunque in Italia per un anno, dal 1878 al 1879 assieme allo scultore Julien Dillens. Visitò Venezia, Firenze, Napoli e Roma, studiando in particolare Botticelli e il Ghirlandaio.

Frédéric debuttò in seno al gruppo del circolo artistico l'"Essor", che riuniva i sostenitori del realismo. Nel 1883 venne salutato come un artista pieno di promesse, per la sua opera Les Marchands de Craie, un trittico in cui si legava il modernismo alla genialità dei maestri primitivi. Difatti, durante gli anni 1890, divenne uno dei più popolari pittori del Belgio, citato a fianco di Constantin Meunier o di Eugène Laermans. Nel 1883, trascorse un lungo periodo nelle Ardenne, quindi viaggiò a lungo in Inghilterra, in Germania e nel Paesi Bassi. Dopo 16 anni si stabilì infine nella sua ultima abitazione, a Schaerbeek, dove continuò a lavorare e ad esporre nelle manifestazioni internazionali.Il 24 aprile 1929, il re Alberto I del Belgio lo gratificò del titolo nobiliare di barone, assieme a James Ensor.
Léon Frédéric si spense a Schaerbeek nel 1940. Aveva vissuto 84 anni.

## L'opera
I suoi primi quadri si ispirarono al misticismo cristiano, al panteismo e alle tematiche naturalistiche, mentre nelle opere successive Frédéric si volse sempre più verso i temi sociali.
Nel 1882, Léon Frédéric scoprì al Salon di Bruxelles le opere del pittore naturalista francese Jules Bastien-Lepage.

I suoi lavori divennero allora una bizzarra fusione di un naturalismo di maniera, ingenuo e lussureggiante come le opere del Quattrocento italiano e dei primitivi fiamminghi, spesso eseguiti sotto forma di trittici. I quadri di Frédéric mostrano infatti la netta influenza dello stile rinascimentale italiano così come del '500 e del '600 fiammingo.

Due suoi lavori, Le quattro stagioni e La sorgente della vita sono attualmente esposte nel Philadelphia Museum of Art.

Ma in un'altra opera più tardiva (1887), Les Âges du paysan: les garçons, l'autore di Marchands de craie narra con commovente poesia i visi dei bambini nella loro timidezza appena impaurita; uno ha la testa grossa, l'espressione stupida, ottusa; un altro storce gli occhi orribilmente, ma, malgrado ciò, tutti sono comunque splendidi. È questa la poesia della povertà, della rassegnazione, del dovere silenziosamente accettato, del coraggio di vivere. Alcuni quadri, poi, assumono la forma di allegorie esoteriche, come l'Intérieur d'atelier del 1882.
Questi lavori sono sufficienti a classificare Léon Frédéric come uno dei maestri del simbolismo belga allora in voga.
Esse inoltre preannunciano certi temi surrealisti. Si veda, ad esempio, la tela di destra del trittico dedicato all'acqua: L'acqua dormiente.

## Opere principali
- 1882: Intérieur d'atelier - Museo d'Ixelles.
- 1882: La Légende de Saint-François, trittico - Palazzo delle belle arti di Lilla.
- 1882-1883: Les Marchands de craie, trittico. A sinistra: Le matin; al centro: Midi; a destra: Le soir. - Musei reali di belle arti del Belgio a Bruxelles.
- 1883: Les Ramasseuses d'escarbilles - Museo dell'arte wallone a Liegi.
- 1885-1887: Les Âges du paysan : les garçons - Musei reali di belle arti del Belgio a Bruxelles.
- 1886: Le Repas de funérailles - Museo di belle arti di Gand.
- 1888: Les Boëchelles - Museo reale di belle arti di Anversa.
- 1890-1899: l'Eau, trittico - Musei reali di belle arti del Belgio a Bruxelles.
- 1893-1894: Les quatre saisons - Philadelphia Museum of Art. Serie di quattro quadri:
  - 1893: Printemps
  - 1894: Été
  - 1894: Automne
  - 1894: Hiver
- 1895-1897: 
  - Les Âges du paysan : les fillettes,
  - Les Âges du paysan : les promis,
  - Les Âges du paysan : les mariés,
  - Les Âges du paysan : les vieux - Musei reali di belle arti del Belgio, Bruxelles.
- 1895-1897: Les Âges de l'ouvrier, trittico. - Musée d'Orsay, Parigi.
- 1905: L'enterrement du paysan - Museo dell'arte wallone, Liegi.

## Riconoscimenti
La città di Schaerbeek ha nominato una delle sue vie principali rue Léon Frédéric.

Un monumento a Léon Frédéric eseguito da Jules Lagae si trova nel Parco Josaphat.

## Onorificenze
- Fu premiato con la medaglia d'oro per la pittura alle Expo del 1889 e del 1900
- Fra il 1889 e il 1900, fu premiato con diverse medaglie d'oro e di bronzo negli Stati Uniti
- Nel 1891 fu premiato con la medaglia d'oro a Berlino
- Nel 1904 fu eletto membro dell'"Accademia Reale del Belgio"
- Nel 1929 fu insignito dell'Ordine di Re Leopoldo

Nonostante i successi e i premi ricevuti in Germania e negli Stati Uniti, Frédéric non ricevette alcun riconoscimento ufficiale nel suo Paese, se non in età avanzata.

## Galleria d'immagini

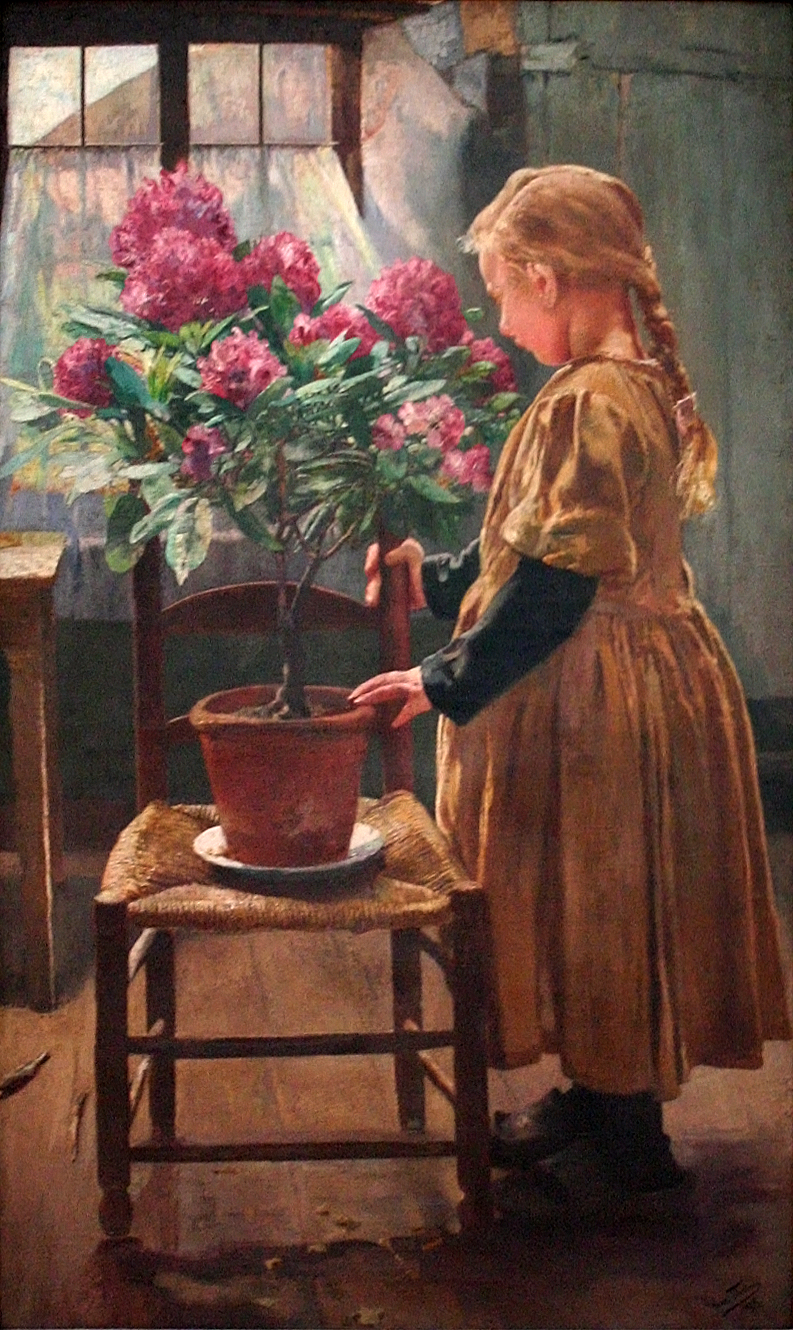
Il rododendro in fiore
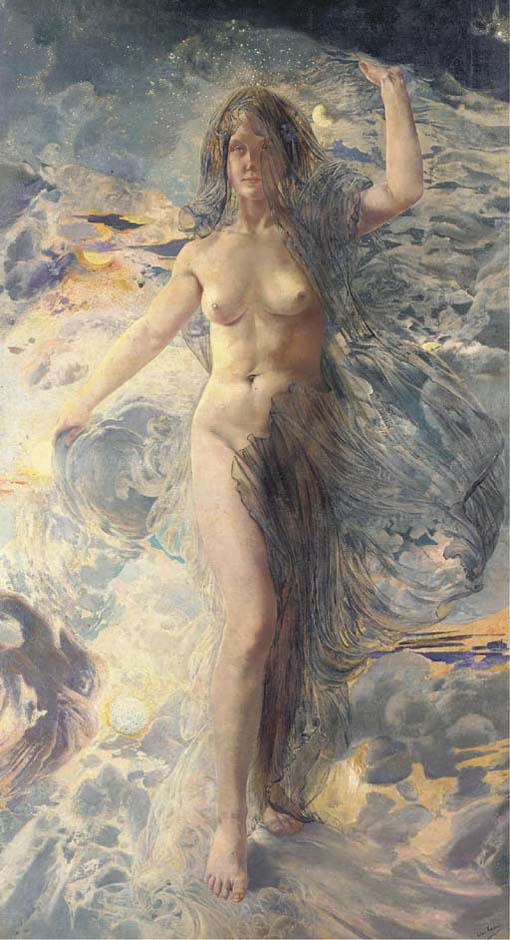
L'aurora
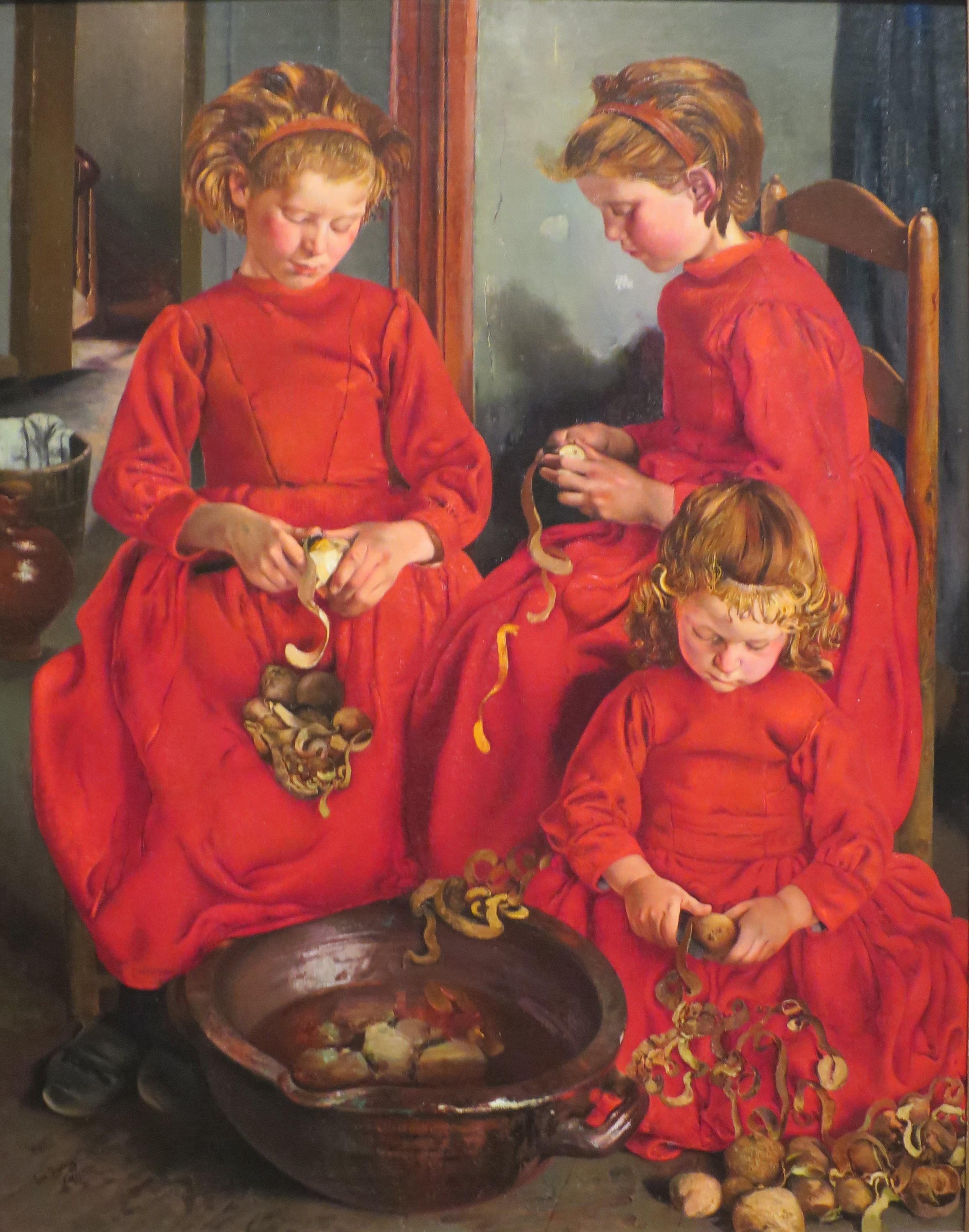
Le tre sorelle
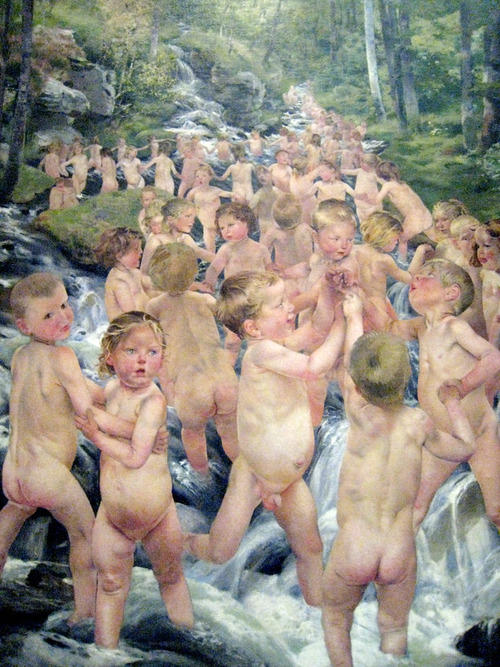
La sorgente della vita
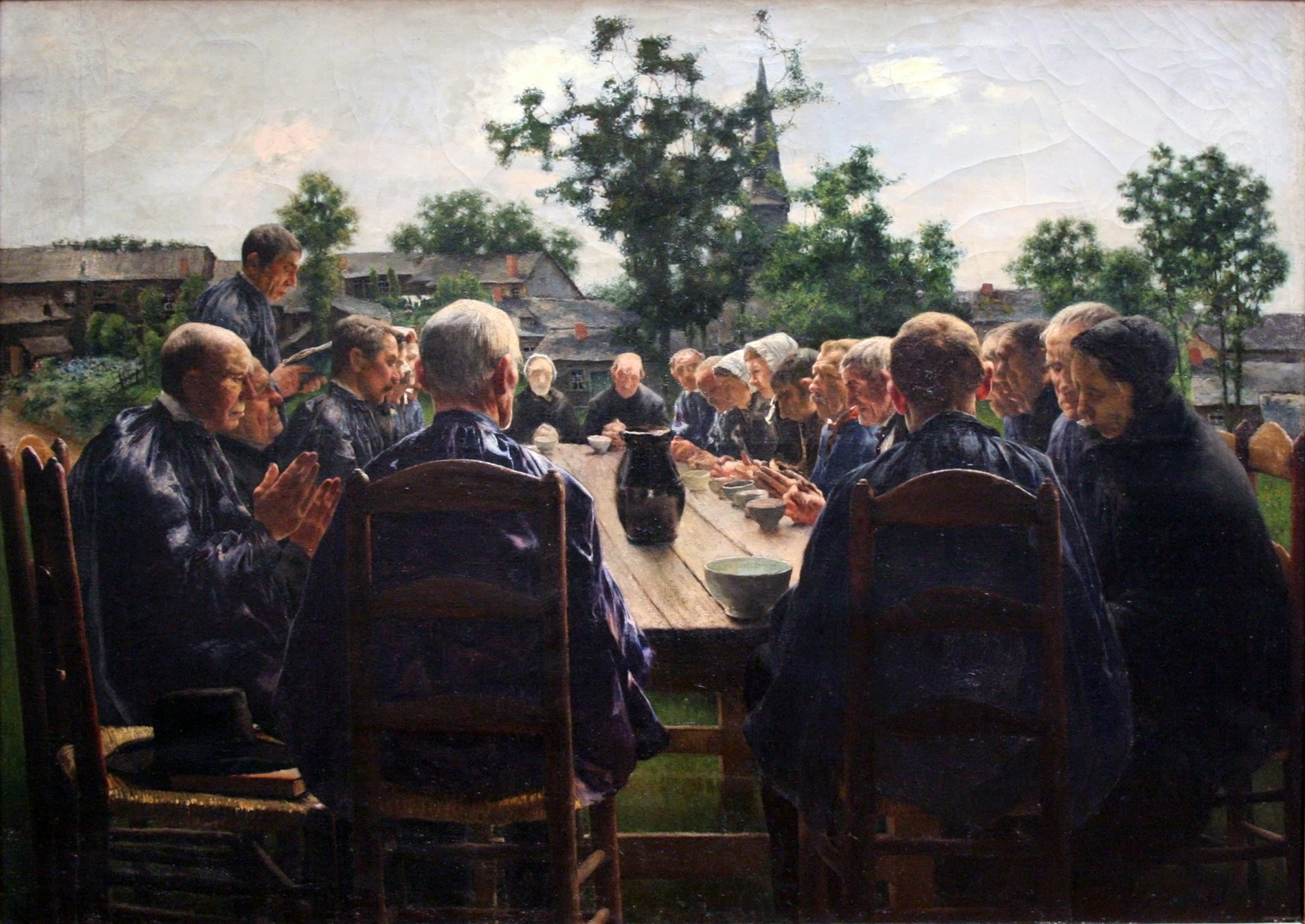
Il pasto dei funerali

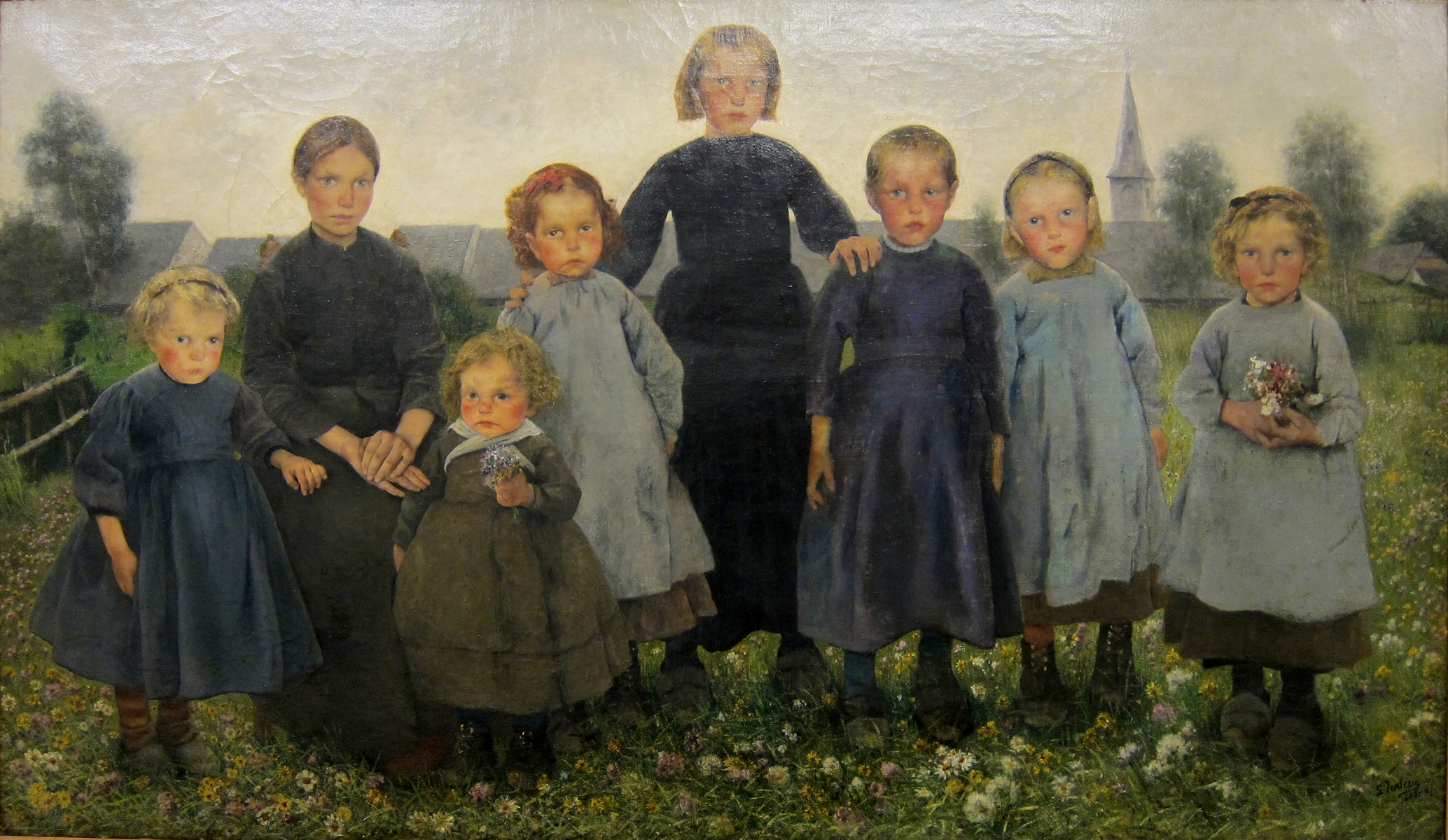
Le età del contadino: le bambine
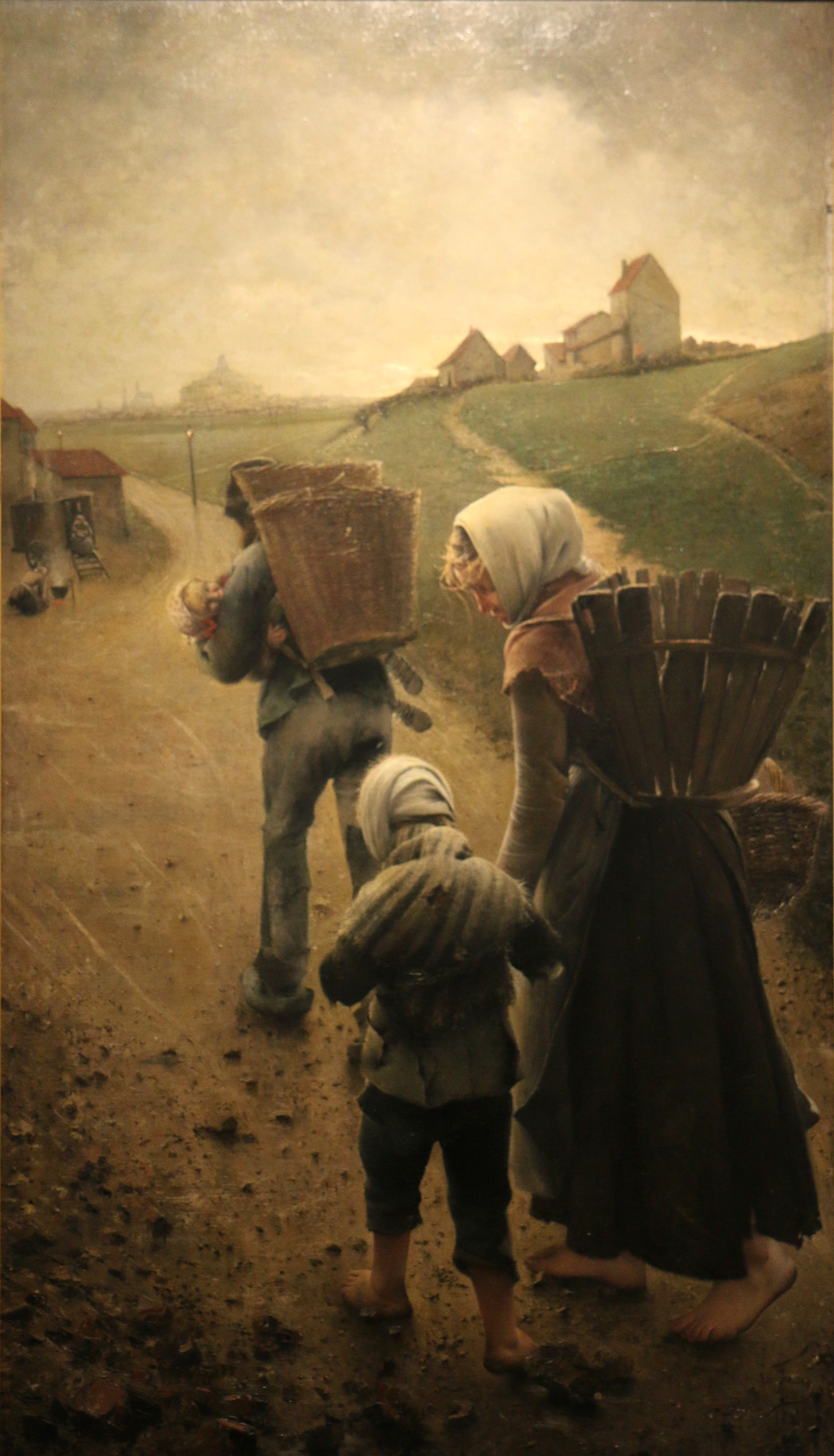
I venditori di gesso. La sera
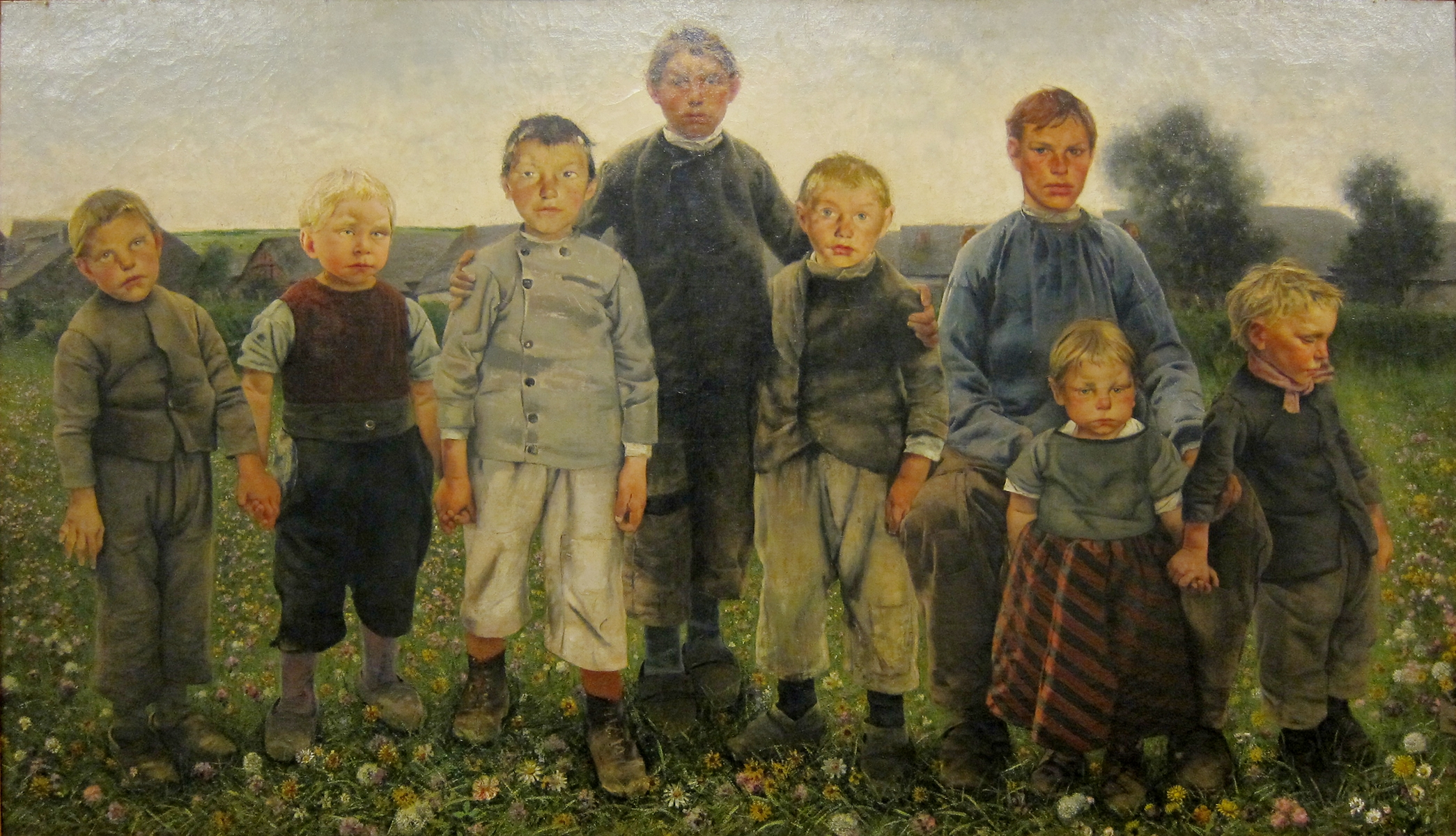
Le età del contadino: i bambini

## Collegamenti esterni

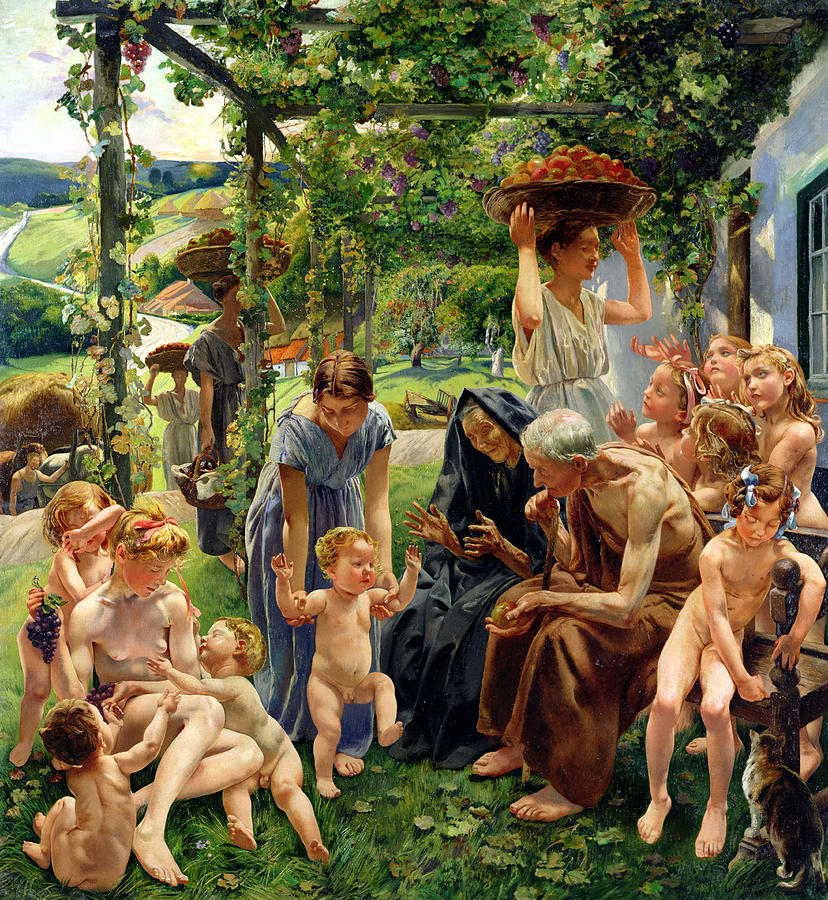
L'età dell'oro. La sera